# Nogent-le-Phaye
Nogent-le-Phaye – miejscowość i gmina we Francji, w Regionie Centralnym, w departamencie Eure-et-Loir.
Według danych na rok 1990 gminę zamieszkiwały 1004 osoby, a gęstość zaludnienia wynosiła 67 osób/km² (wśród 1842 gmin Regionu Centralnego, Nogent-le-Phaye plasuje się na 395. miejscu pod względem liczby ludności, natomiast pod względem powierzchni na miejscu 883.).